# Syringura
Syringura is een geslacht van vlinders van de familie bloeddrupjes (Zygaenidae).

## Soorten
- S. pulchra (Butler, 1876)
- S. triplex (Plötz, 1880)